# ニコライ・オガルコフ
ニコライ・ヴァシリエヴィチ・オガルコフ（ロシア語: Никола́й Васи́льевич Ога́рков, ラテン文字転写: Nikolai Vasilievich Ogarkov; 1917年10月30日 - 1994年1月23日）は、ソビエト連邦の軍人でソ連邦元帥、ソ連軍参謀総長。ソ連邦英雄。

## 経歴
トヴェリ近郊のモロコヴォ村で生まれた。1938年から赤軍に入隊し、アストラハン狙撃・機関銃学校を卒業、1941年、工兵アカデミーを卒業した。
独ソ戦時、1941年6月から西部及びカレリア戦線の連隊工兵科長となった。1942年12月から第32軍工兵参謀長補、1943年8月からカレリア戦線工兵参謀部作戦課長補、1944年5月から第122狙撃師団の工兵部長を務めた。
1945年からソ連共産党員となる。1947年、工兵アカデミー作戦・技術学部を卒業、1953年から極東軍管区参謀部の副局長、1955年から参謀次長となった。1959年、参謀本部軍事アカデミーを卒業し、1959年～1961年にかけて第20親衛自動車化狙撃師団長、1961年から白ロシア軍管区副司令官、1963年7月から同第一副司令官を務め、1965年～1968年まで沿ヴォルガ軍管区司令官、1968年～1974年まで参謀第一次長、1974年3月からソ連国防次官を務めた。

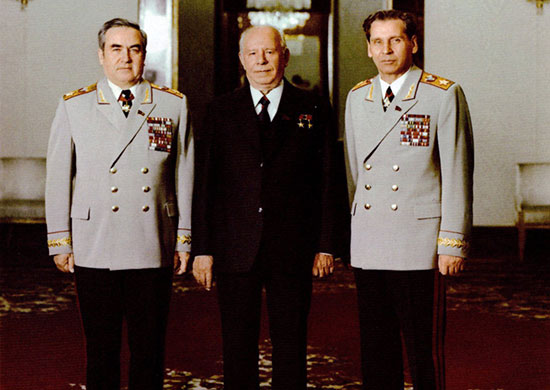
ソ連邦元帥に任じられ、記念写真に臨んだオガルコフ（右）とヴィクトル・クリコフ（左）、中央はニコライ・ポドゴルヌイ最高会議幹部会議長（1977年2月4日撮影）

1977年、ソ連邦元帥となり、ソ連軍参謀総長/国防第一次官に就任した。しかしウスチノフ国防相との対立により1984年、コンスタンティン・チェルネンコ書記長により参謀総長を解任された。
1971年からソ連共産党中央委員会委員に選ばれ、第7期～第11期ソ連最高会議代議員を務めた。
1984年、ソ連共産党書記長コンスタンチン・チェルネンコの指示により参謀総長から解任された。

## 人物
レーニン勲章2個、十月革命勲章、赤旗勲章、1等スヴォーロフ勲章、赤星勲章2個、3等「ソ連軍における祖国への奉仕に対する」勲章を受章した。レーニン賞の受賞者でもある。
日本や西側諸国では参謀総長時代の1983年、大韓航空機撃墜事件の釈明のため記者会見を行ったことがよく知られている。